# Liljeborgia barhami
Liljeborgia barhami is een vlokreeftensoort uit de familie van de Liljeborgiidae. De wetenschappelijke naam van de soort is voor het eerst geldig gepubliceerd in 1954 door Hurley.